# Pteris adscensionis
Pteris adscensionis är en växt som förekommer på ön Ascension i södra Atlanten. Den taxonomiska avgränsningen till Pteris dentata som hittas i Afrika och på St. Helena är inte helt utredd.
Utbredningsområdet ligger i östra delen av ön Ascension. Det uppskattas vara 5,4 km² stort. Arten växer i kulliga regioner mellan 370 och 700 meter över havet. Pteris adscensionis hittas i klippiga regioner som är täckta av skog. Enligt iakttagelser i botaniska trädgårdar utanför ön är generationstiden kort.
Introducerade växter som Melinis minutiflora och Sporobolus africanus skapar ett tätt växttäcke som är olämpliga för arten. Även invasiva träd och buskar som jättegalangarot, guava, eldkrona, Juniperus bermudiana och Spermacoce verticillata är ett hot. Växtens blad äts av införda får och kaniner. Antalet vuxna individer varierarde mellan olika år mellan 300 och 50. IUCN listar arten som akut hotad (CR).